# Mdé-Sahani
Mdé-Sahani este un oraș în Comore, în  insula autonomă Grande Comore. În 2012 avea o populație de 4407, iar la recensământul din 1991 avea 2903 locuitori.